# サミー777タウン
サミー777タウンは、株式会社サミーネットワークスが運営する携帯サイト（3キャリア公式サイト）。略称は｢スリーセブンタウン｣など。

## 概要
サミー777タウンは携帯電話を利用し、インターネット接続によりパチスロ・パチンコなどを遊技できる。遊技できる機種アプリは、主に同じセガサミーグループであるサミー系に限られている。機種アプリは基本的には過去に発売された実機のシミュレーションであり、同機種の役物や液晶演出やボタン操作などを再現している。
コインの現金化はできないが、仮想アイテムの購入や景品の応募に使用することができる。777SHOPではサミーコインのほか、会員が現金で購入する「SG（サミーゴールド）」で仮想アイテムと交換することができる。
遊技清算の際、パチスロで1万枚以上の差枚数もしくはパチンコで5万玉以上の差玉数を獲得すると「勲章」が得られる。勲章は機種ごとに獲得数が記録されるので、それを集めるという楽しみ方もある。また、パチスロで2,000枚以上の差枚数もしくはパチンコで1万玉以上の差玉数を獲得すると「バッジ」が得られる。そのほか、獲得枚数などを競う「イベント」などによって仮想アイテムを得たりすることもできる。

## 会員の種類
超まるごとコース
コミュニティ機能、着信メロディ、待受け、各種読み物、パチンコ・パチスロアプリ、超DXアプリ、着うた（R)、着ムービー
まるごとコース
コミュニティ機能、着信メロディ、待受け、各種読み物、パチンコ・パチスロアプリ
お手軽コース
コミュニティ機能、着信メロディ、待受け、各種読み物

## アイテム
ゲーム中では各種アイテムが存在するが、すべて消費系で、1度しか使用できない。アイテムショップでSG（仮想通貨、月会費とは別に金銭を支払って購入する）を使用して購入したり、継続袋（課金しているユーザーに毎月1つ配布され、ランダムで1つアイテムが入っている）から手に入れたり、他のユーザーと交換したりして入手する。ただし、SGで購入した時点ではアイテム袋に入っており、開封するまで何のアイテムかはわからないようになっている。なお、アプリによってはアイテムを使用することが出来ない場合がある。
最高設定券
任意の台を最高設定（設定6）にすることができる。パチスロコース・パチパチコースVIP会員に毎月1つ支給される。また、特定の機種にのみ有効なものもある。
準最高設定券
任意の台を準最高設定（設定5）にすることができる。「最高設定券」と同様に、特定の機種にのみ有効なものもある。
天国or地獄券
任意の台が設定1もしくは6になる。
設定確認券
任意の台の設定がわかる。
オート券
ボーナス確定後やボーナス中でもオートプレイ。ただし、ボーナス図柄を揃える以外の目押しは行わない（目押しを行わない機種もある）。券に表示された機種のみに有効。
インテリジェンスオート券
ボーナス確定後やボーナス中でもオートプレイ。さらにオートで目押しやリプレイはずし、押し順ナビ通りのプレイをしてくれる。券に表示された機種のみに有効。
他多数。